# Swat Kats
Swat Kats (engelska: SWAT Kats: The Radical Squadron) är en amerikansk animerad TV-serie, producerad av Hanna-Barbera, som visades mellan september 1993 och 1995. 23 avsnitt producerades och 1 special avsnitt i form av ett reportage om huvudpersonerna, 3 avsnitt visades inte och 2 avsnitt blev inte färdiga.
Serien handlar om humanoida katter, kallade "Kats". Bland dessa följer serien Jake Clawson och Chance Furlong, alias Razor och T-bone, två avskedade piloter ur poliskåren som i hemlighet bekämpar brottslighet och monster med avancerad teknik. Deras officiella arbete är demonterare på ett skrotupplag vilket fungerar som täckmantel. T-Bone är pilot och manövrerar deras flygplan TurboKat (omgjord modell av F-14 Tomcat); Razor är uppfinnare, andrepilot och skytt. Den senare opererar även ofta via andra fordon, och är den som först skickas in i trånga lägen. Serien släpptes även som TV-spel till SNES.

## Karaktärer

### Hjältar
Dessa är de som förekommer mest i serien:
- Chance Furlong (T-Bone) - En kraftig medlem i Swat Kats som styr TurboKat, gillar historia och titta på Scaredy Kat.
- Jake Clawson (Razor) - Smal figur som står för det mesta av det tekniska utrustning de använder, gillar att titta på Late night show David Litterbin (referens till David Letterman).
- Callie Briggs - Borgmästare Manxs vice borgmästare och sekreterare, har kontakt med Swat Kats.
- Kommendörkapten Ulysses Feral - Chef för stadens poliskår.
- Löjtnant Felina Feral - Brorsdotter till Ulysses Feral som jobbar som polis.

### Skurkar
- Dark Kat - Swat Kats ärkefiende. Han är väldigt storväxt, intelligent och rent ondskefull. Hans planer går ofta ut på att förstöra Swat Kats rykte och orsaka dem så mycket lidande som möjligt. Han vill dessutom utplåna Megakat City och istället bygga upp sin egen stad, Darkkat City.
- Professor Huggtand (i original Dr. Viper) - En forskare som av misstag blir muterad till en ormliknande varelse. Med hjälp av sina kunskaper inom biologi, genetik och robotik försöker han ständigt att göra om Megakat City till "Mutationsstaden" och få alla dess invånare på knä.
- Metallikats - Mac och Molly är två gangstrar som efter en drunkningsolycka under ett rymningsförsök från fängelset Alkatraz har fått kroppar gjorda av metall. Deras minnen planterades i robotar efter att Professor Hackles robotbetjänt hittade deras kroppar. Tanken var att Mac skulle bli chaufför (men ironiskt nog är han värdelös bakom ratten) och att Molly skulle bli husa men de väljer att fortsätta på sin kriminella bana istället.
- Tidshärskaren - (i original Pastmaster) Tidshärskaren dyker upp i första avsnittet ("The Pastmaster Always Rings Twice"), han blir av misstag frisläppt från sin 800 års fångenskap av två gravplundrare. Han blir så äcklad av nutiden så han vill göra om Megakat City som det var på medeltiden. Är besatt av vice borgmästare Callie Briggs eftersom hon liknar en medeltida drottning.
- Hard Drive - En teknologitjuv som bär en specialdräkt under sina brottsliga handlingar. Denna dräkt ger honom förmågan att kontrollera elektricitet. Han dök upp i avsnitten "Night of the Dark Kat" och "Metal Urgency."
- Dårkatt - (i original Madkat) En galen men magisk gycklare som söker hämnd på stadens "rojalism" efter att ha blivit avskedad som underhållare. Efter att ha tagit över Lenny Ringtail, en före detta underhållare med liknande predikament, så har Dårkatt återvänt och börja jaga efter de fyra personer som bäst representerar sina forna fiender för att fullborda sitt hämnd.
- Röde lodjuret - (i original Red Lynx) En spökpilot som söker hämnd på Manx efter att hans gammelfarfar skjutit ned honom under kriget. Han var känd att vara den mest kapabel men ondskefullaste stridspiloten i MegaWar 2 och Chance såg upp till honom för sina flygtaktiker.

### Övriga
- Borgmästare Manx - Megakat Citys borgmästare, spelar golf på fritid. Han verkar vara lite smått inkompetent och naiv.
- Ann Gora - Reporter på Kat Eye News. Är alltid först på plats när det finns något att rapportera vilket leder till att hon lätt hamnar i farliga situationer och måste räddas av Swat Kats.
- Jonny K - Ann Goras kameraman och är även ansvarig för hennes säkerhet. Klär sig alltid i svarta solglasögon och röd keps.

## Avsnitt

### Säsong 1
- 1. The Pastmaster Always Rings Twice
- 2. The Giant Bacteria
- 3. The Wrath of Dark Kat
- 4. Destructive Nature
- 5. The Metallikats
- 6. Bride of the Pastmaster
- 7. Night of the Dark Kat
- 8. Chaos in Crystal
- 9. The Ghost Pilot
- 10. Metal Urgency
- 11. The Ci-Kat-A
- 12. Enter ther Madkat
- 13. Katastrophe

### Säsong 2
- 14. Mutation City
- 15. A Brightand Shiny Future
- 16. When Strikes Mutilor
- 17. Razor's Edge
- 18. Cry Turmoil / Unplugged
- 19. The Deadly Pyramid
- 20. Caverns of Horror
- 21. Volcanus Erupts! / The Orgin of Dr. Viper
- 22. The Dark Side of the Swat Kats
- 23. Unlikely Alloys

### Extra
- (Kat's Eye News) A Special Report (klipp ur en show)

## Nedlagda avsnitt
- The Curse of Kataluna (även känd som Succubus)
- Turmoil II: The Revenge
- Doctors of Doom
- Cold War
- Blackout

## Swat Kats i Sverige
Serien har visats i Sverige på TV3 under mitten av 1990-talet och på Cartoon Network. Swat Kats hette från början Katter med klös i TV-tablåer men ändrades senare till originaltiteln.

## Svenskspråkiga röster
- Susanne Barklund - Callie Briggs
- Annelie Berg - Ann Gora och Molly Mange
- Fredrik Dolk - Professor Huggtand och Mac Mange
- Gunnar Ernblad - Borgmästare Manx, Dark Kat och Tidshärskaren
- Johan Hedenberg - Chance Furlong/T-Bone
- Kim Sulocki - Jake Clawson/Razor
- Hans Wahlgren - Ulysses Feral

### Fotnoter
1. ↑  ”SWAT Kats: The Radical Squadron” (på engelska). TV.Com. http://www.tv.com/shows/swat-kats-the-radical-squadron/. Läst 11 december 2017.